# Jenő Dalnoki
Jenő Dalnoki (Budapeste, 12 de dezembro de 1932 - 4 de fevereiro de 2006) foi um futebolista e treinador húngaro, campeão olímpico. 

## Carreira
Jenő Dalnoki fez parte do elenco medalha de ouro, nos Jogos Olímpicos de 1952, e bronze em Roma 1960.